# اویزدتشک
اویزدتشک (به چکی: Újezdeček) یک منطقهٔ مسکونی در جمهوری چک است که در شهرستان تپلیتسه واقع شده‌است.
 اویزدتشک ۱٫۷۷ کیلومتر مربع مساحت و ۸۶۰ نفر جمعیت دارد و ۲۴۳ متر بالاتر از سطح دریا واقع شده‌است.